# Убийство Людовика Орлеанского

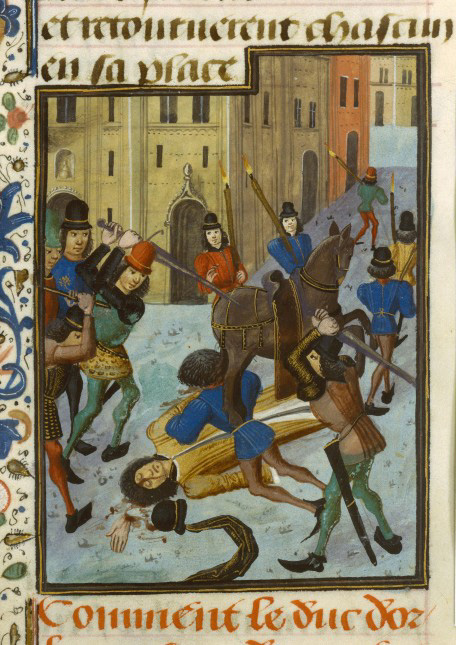
Убийство герцога Орлеанского, на рисунке также находится его отрубленная рука и убитый слуга.

Уби́йство Людо́вика I Орлеа́нского — событие, происшедшее 23 ноября 1407 года в Париже в ходе борьбы за регентство над королевством Франция при короле Карле VI, страдавшем от периодических приступов безумия. Одну фракцию возглавляли младший брат короля Людовик Орлеанский и королева Изабелла Баварская, другую — герцог Бургундский Жан Бесстрашный. В разгар этой борьбы Жан послал группу слуг убить Людовика, что вылилось в гражданскую войну и в конечном итоге привело к его убийству 12 лет спустя.

## Предыстория
В Столетней войне, с момента заключения Лейлингемского перемирия от 28 апреля 1393 года, воцарилась пауза. Ещё при Карле V коннентабль Бертран Дюгеклен столкнулся с серьёзными внутриполитическими потрясениями, но в 1392 году король Франции Карл VI вновь впал в безумие, и Францией стал управлять регентский совет под председательством его жены Изабеллы Баварской, возглавляемый влиятельными вельможами. Периодический характер безумия короля, который тогда называли его «отсутствием», помешал установлению стабильного регентства. Фактически с 1401 года началась вражда между дядей короля, герцогом Бургундии Филиппом Смелым, союзным королеве, братом короля и герцогом Орлеанским Людовиком. Филипп выступал за сохранение перемирия с Англией с целью защиты своих фламандских владений, а Людовик выступал за продолжение политики отца и окончательного изгнания англичан из Франции, на тот момент контролировавших Кале и часть земель короны.
Столкнувшись с интригами Филиппа, который стремился объединить свои бургундские земли с Фландрией для формирования собственного государства в случае поражения Франции, герцог Людовик Орлеанский постепенно формировал союзы внутри королевства для борьбы с ним. В 1404 году сменивший своего отца в герцогстве Бургундском, Жан Бесстрашный согласно Кристине Пизанской, имел хорошую репутацию, но недостаточное влияние в королевском совете. Абсолютным влиянием там пользовался Людовик I, который контролировал королевское казначейство и через покупку заложенного герцогства Люксембург изолировал владения герцога Бургундского во Фландрии и Франции. Согласно бургундским хронистам, у Людовика Орлеанского была связь с королевой, которая никем так и не была доказана. Этот аргумент позже использовали союзные бургундцам англичане для оспаривания легитимности родословной дофина Карла, которого его родители были вынуждены лишить наследства в пользу короля Англии Генриха V. В августе 1405 года Жан Бесстрашный вошёл в Париж во главе армии, вынудив королеву Изабеллу и Людовика бежать в Мелён. Гражданской войны удалось тогда избежать благодаря примирению 10 октября 1405 года.

## Подготовка

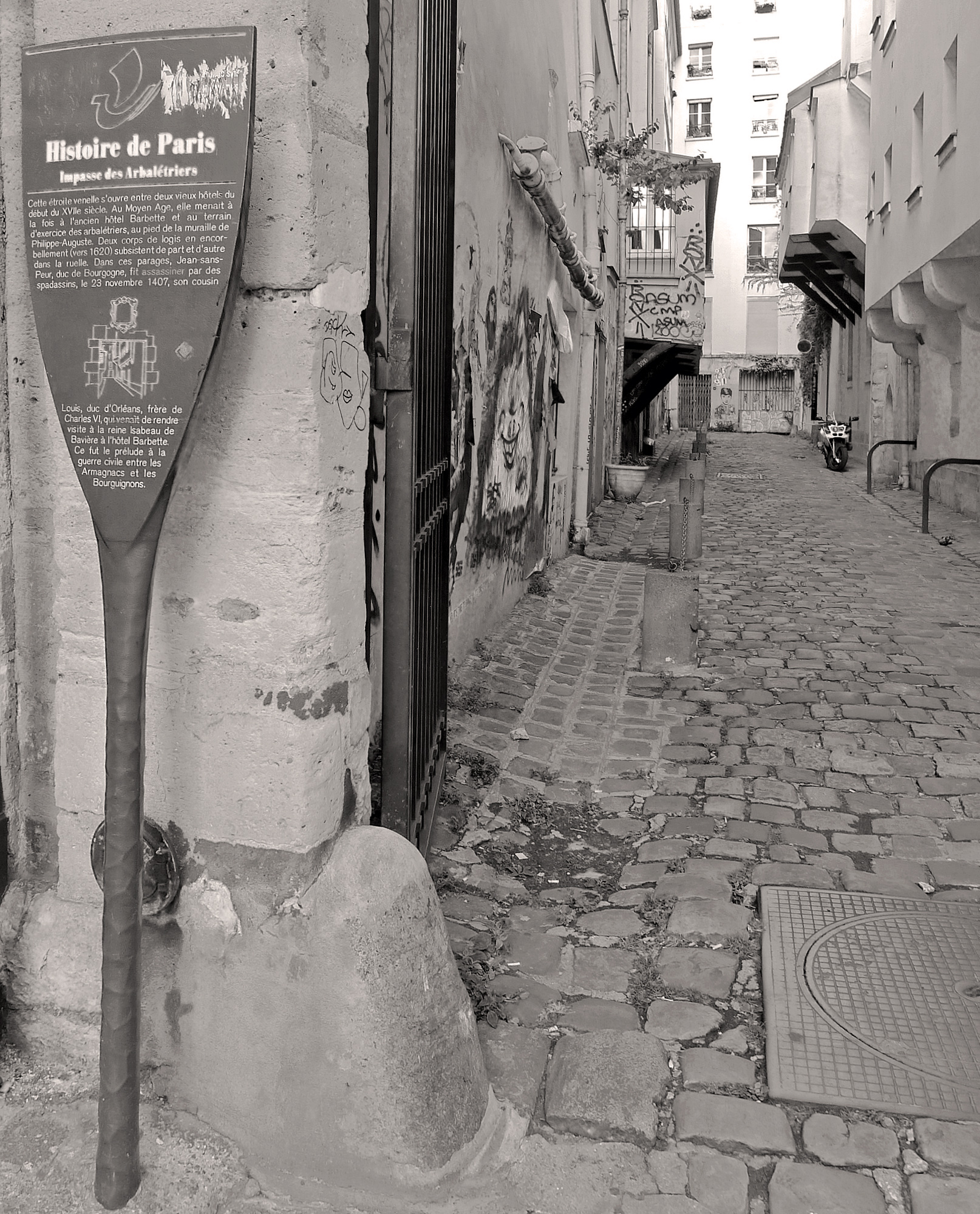
Место убийства Людовика I Ореланского (нынешняя улица арбалетчиков)

Напряженность возобновилась в 1406 и 1407 годах, когда герцог Бургундский сначала возложил на герцога Орлеанского ответственность за свою неудачу под городом Кале, который он намеревался отобрать у англичан. Затем, согласно постановлению от 28 апреля 1407 года о реформировании состава королевского совета, число бургундцев в нём сократилось с 26 до 2 человек. Жан Бесстрашный решил переломить ситуацию самым радикальным образом. Судя по всему, с конца июня 1407 года герцог Бургундский начал планировать убийство своего политического оппонента. Он заплатил 8 августа 1407 года в Лилле сто крон Раулю д’Анкетонвилю и одну тысячу пятьсот крон Лурдену де Салиньи — исполнителям будущего убийства, назначив им скрытое место для проживания в Париже. Этим секретным местом стал Hôtel de l’image Notre-Dame под управлением четы Фушье. 14 ноября 1407 года маклер дома Пьер д’Асиньяк арендовал на один день до следующего дня Святого Иоанна Крестителя номер за шестнадцать парижских ливров.
23 ноября 1407 года герцог Орлеанский отправился навестить королеву Изабеллу, родившую незадолго до этого особняке Барбетте на улице Вьей-дю-Темпл в Париже сына Филиппа (который умер в тот же день). Замешанный в заговоре камердинер короля Фома де Куртэз явился к ним в 8 часов вечера и сообщил герцогу, что его срочно вызывает Карл VI. Герцог простился с королевой и отправился к жившему в особняке Сен-Поль брату. Несмотря на то, что у герцога, по словам Ангеррана де Монстреле, было около 600 людей при оружии по всему Парижу, его свиту в тот вечер составляла дюжина копейщиков и слуг, сам герцог ехал на муле. По условному сигналу пятнадцать наёмных убийц во главе с Раулем д’Анкетонвилем бросились на небольшой отряд герцога, убили фламандского камердинера Якоба, сбросили Людовика Орлеанского с мула, прежде чем отрубить ему руку. Ошеломлённый герцог успел воскликнуть: «Я герцог Орлеанский!», на что получил ответ «Ты-то нам и нужен!» и получил смертельный удар в голову топором. До похорон тело Людовика находилось в церкви Нотр-Дам-де-Блан-Манто.

## Последствия

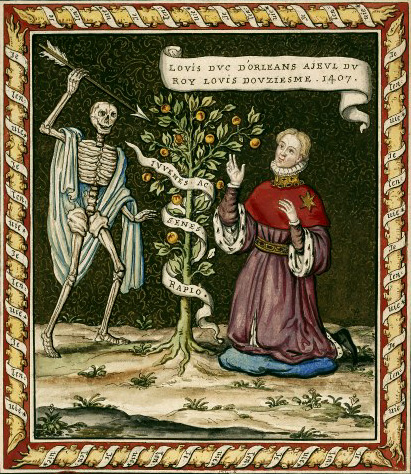
Смерть угрожает стоящему на коленях Людовику Орлеанскому. Гравюра с исчезнувшей фрески из часовни Целестины в Париже (Национальная библиотека Франции).

Герцог Бургундский пользовался поддержкой парижского населения и университета, обещая издать реформы, аналогичные великому мартовскому ордонансу 1357 года. Позже Жан опубликовал написанное богословом из Сорбонны Жаном Пти оправдание убийства, на которое ответил аббат де Серизи, вставший на сторону вдовы герцога — Валентины Висконти.
Карл VI 28 февраля 1409 года вызвал герцога Бургундского и детей покойного в Шартр. Он также поручил зятю герцога Бургундского графу Голландии Вильгельму VI обеспечить, встав  во главе 400 людей при оружии и 100 лучников, защиту каждой из делегаций во время их поездки и защиту стороны, подвергшейся потенциальному нападению
15 апреля 1410 года в Гиене, во время свадьбы сына убитого герцога Орлеанского Карла и Бонны де Арманьяк произошло формирование партии арманьяков, война которой с бургиньонами продлилась вплоть до Арраского мира 1435 года. Рауль умер в 1412 году, а герцог Жан убит в 1419-м.